# Lannoy
Lannoy (niederländisch Lanno, lateinisch Lanoia) ist eine französische Gemeinde mit 1791 Einwohnern (Stand 1. Januar 2022) im Département Nord in der Region Hauts-de-France. Sie gehört zum Arrondissement Lille und zum Kanton Croix.

## Geographie
Die Gemeinde Lannoy ist mit einer Fläche von lediglich 0,15 km² eine der kleinsten, aber auch dichtbesiedeltsten Gemeinden Frankreichs. Lannoy liegt zwei Kilometer westlich der Grenze zu Belgien und gehört zum Ballungsraum der Großstadt Roubaix. Lannoy hat nur zwei Nachbargemeinden: Lys-lez-Lannoy und Hem. Lannoy wird von Buslinien der Transpole bedient.

## Geschichte
Der Name der Gemeinde wird erstmals unter der Form Lannoit 1233 erwähnt. Der Ort wird 1458 durch Johann von Lannoy zu einer Festung ausgebaut. Während der Industrialisierung haben sich einige Betriebe in Lannoy angesiedelt.

## Bevölkerungsentwicklung
| Jahr                       | 1962 | 1968 | 1975 | 1982 | 1990 | 1999 | 2009 | 2020 |
| Einwohner                  | 1268 | 1182 | 1362 | 1262 | 1674 | 1726 | 1713 | 1810 |
| Quellen: Cassini und INSEE |      |      |      |      |      |      |      |      |

## Sehenswürdigkeiten
- Kirche Saint-Philippe
- Ehemaliges Kloster (Couvent des Croisiers)

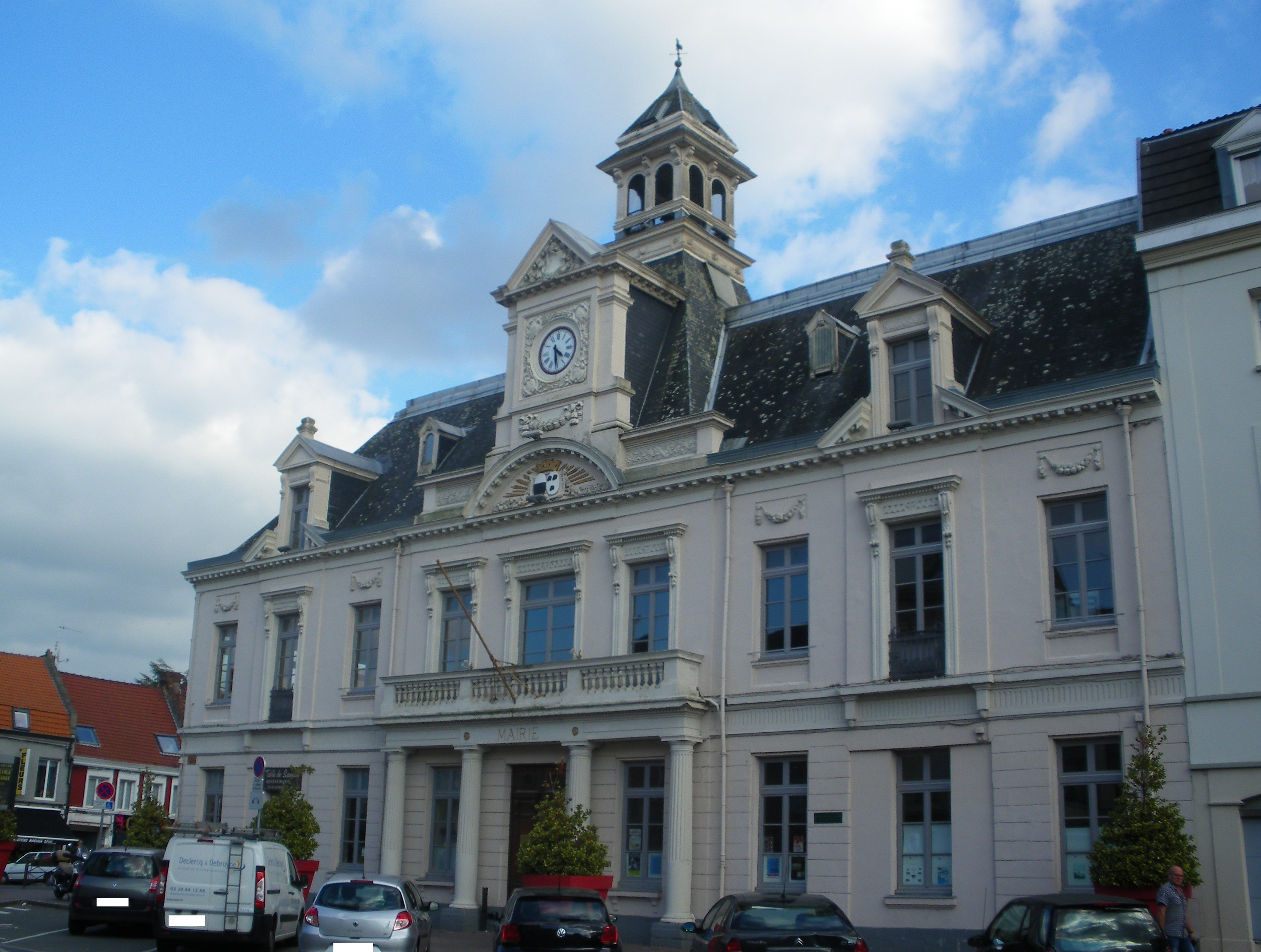
Rathaus (mairie)
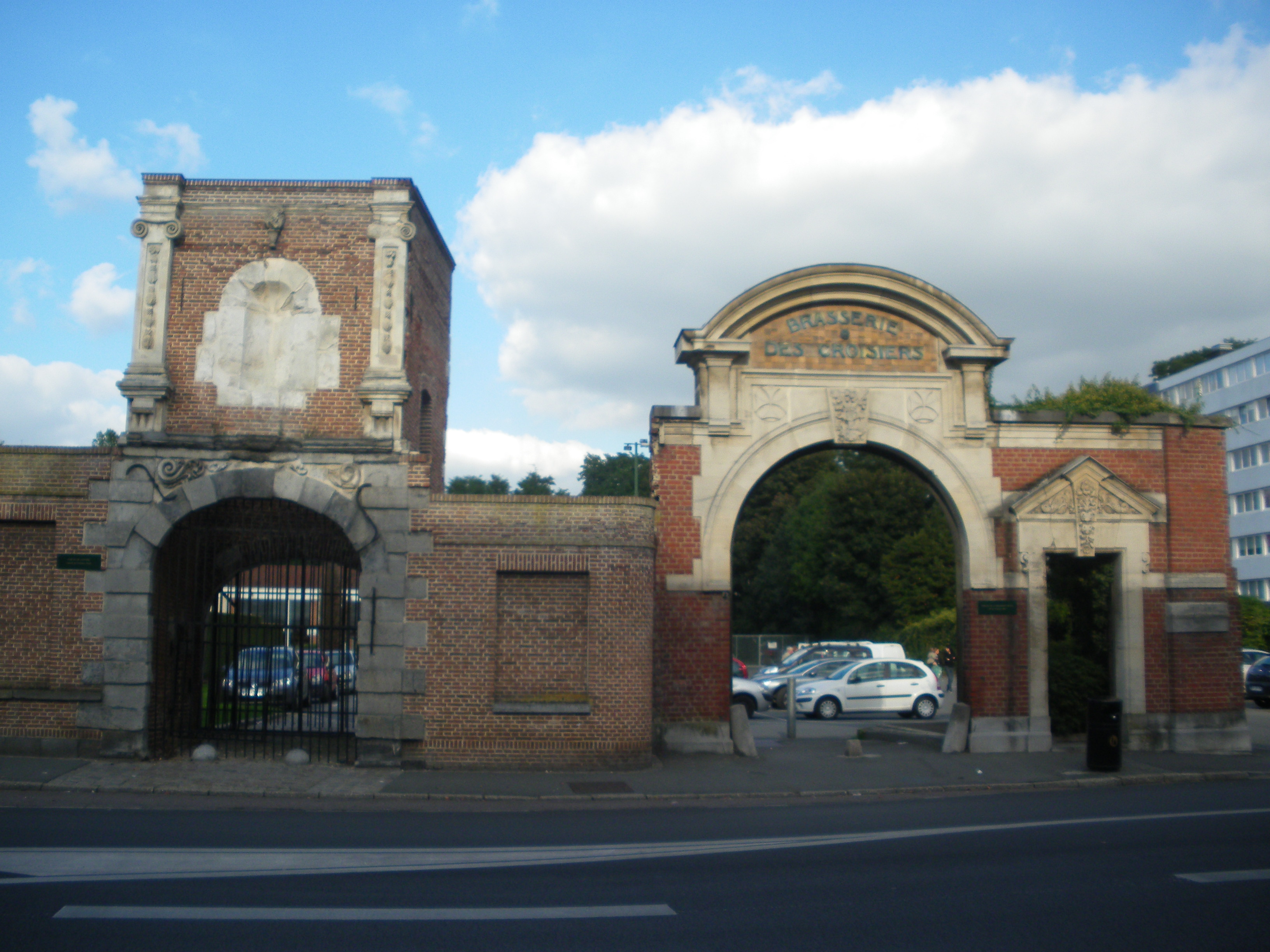
Eingang des ehemaligen Klosters
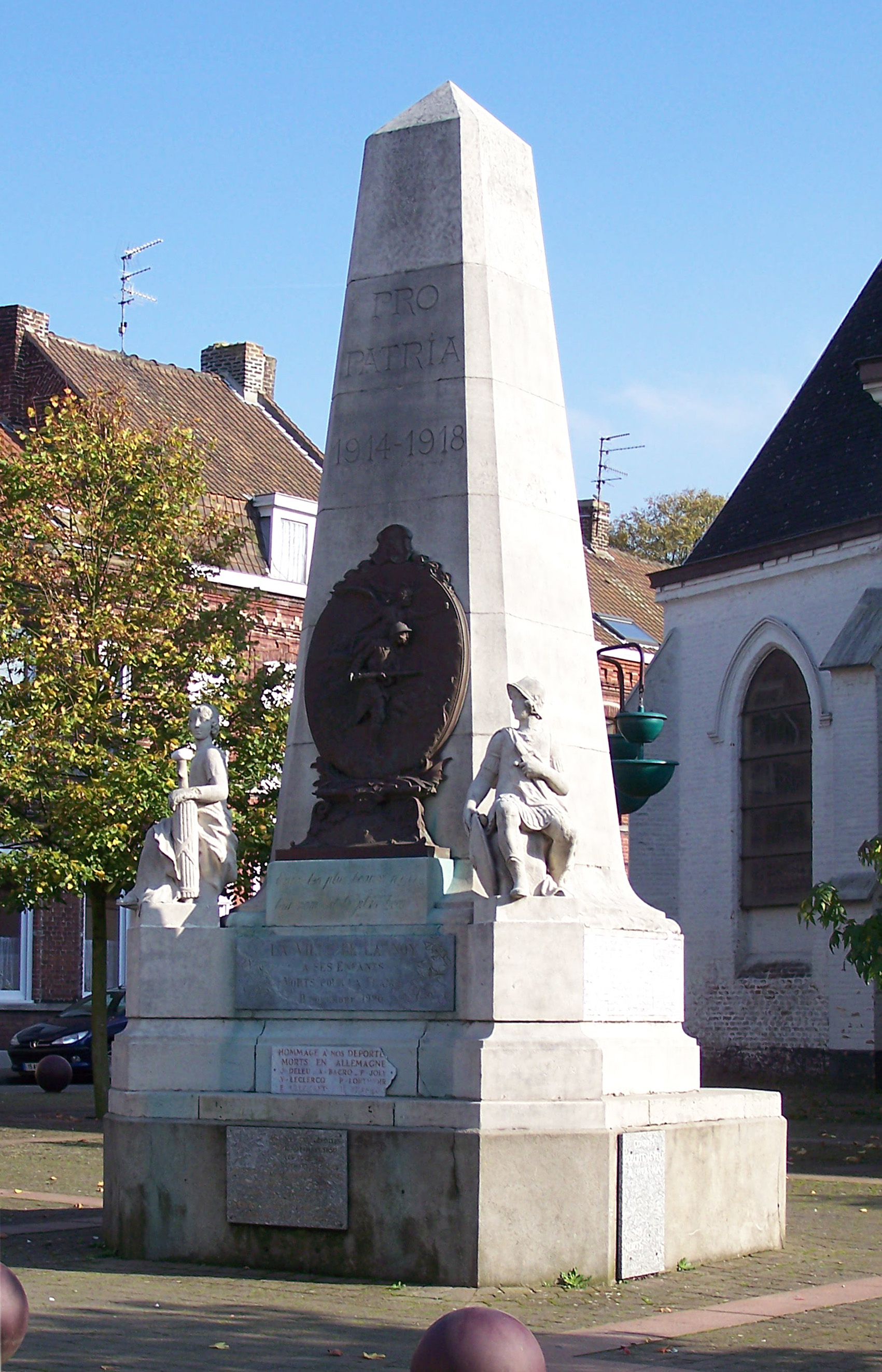
Gefallenendenkmal

## Persönlichkeiten
- Franciscus Raphelengius der Ältere (1539–1597), französischer Buchdrucker und Gelehrter
- Louis Joseph Ghémar (1819–1873), belgischer Maler, Graphiker, Fotograf und Kunsthändler französischer Abstammung